# William Butler Ogden
Pour les articles homonymes, voir Ogden.
William Butler Ogden (né le 15 juin 1805 à Walton dans l'État de New York – mort le 3 août 1877 à New York) est un homme politique américain qui est le premier maire de la ville de Chicago de 1837 à 1838 et membre du conseil municipal de Chicago de 1840 à 1841 pour la 6e circonscription et de 1847 à 1848 pour la 9e circonscription. Il est membre du Parti démocrate (avant 1860) et du Parti républicain (après 1860).
Outre sa carrière politique, William B. Ogden est également ingénieur, promoteur immobilier et philanthrope. Il lance des projets de modernisation des infrastructures urbaines de la ville de Chicago et contribue également au développement du transport ferroviaire américain dans la seconde moitié du XIXe siècle, d'abord dans la région de Chicago puis dans le reste des États-Unis.

## Biographie
Ogden est né à Walton, une petite ville du comté de Delaware dans le centre de l'État de New York, au sein d'une famille originaire du New Jersey. Alors qu'il est encore un adolescent, son père meurt et Ogden reprend l'entreprise immobilière de la famille. Il aide Charles Butler, son beau-frère, avec des questions commerciales liées à l'ouverture d'un nouveau bâtiment pour l'Université de New York, et il fréquente lui-même la faculté de droit de la New York University School of Law pour une brève période.
Il est marié à Marianna Tuttle Arnot (1825–1904). Marianna est la fille de John Arnot et Harriet (née Tuttle) Arnot, tous deux d'origine écossaise. Ogden est le fils d'Abraham Ogden (1771–1825) et d'Abigail (née Weed) Ogden (1788–1850). Ogden est à cette époque l'homme le plus riche de Chicago.

## Carrière politique
En 1834, il devient représentant à l'Assemblée législative de l'État de New York (dans le comté de Delaware), où il aide à la construction du canal Érié. Il est également élu au Sénat de l'État de New York sur un programme soutenant le financement par l'État de la construction du chemin de fer du New York and Erie Railroad. Le projet de loi qu'il a soutenu à cet effet est adopté.

### Maire de Chicago (1837-1838)
Peu après son installation à Chicago en 1836, Ogden rejoint le comité chargé de rédiger la charte de la ville à soumettre à l'Assemblée générale de l'Illinois.
Le 4 mars 1837, Chicago est incorporée en « municipalité » et passe du statut de village (administré par un conseil d'administrateurs ; Board of Trustees) à celui de ville (administré par un maire et un conseil municipal), ce qui lui confère beaucoup plus de compétences. Le 2 mai, William Butler Ogden est élu premier maire de Chicago pour un mandat d'un an. De 1840 à 1841, il siège au conseil municipal de Chicago en tant que conseiller de la 6e circonscription. De 1847 à 1848, il siège en tant que conseiller de la 9e circonscription.
Ogden fait l'éloge de Chicago pendant et après son mandat. À l'époque où il arrive à Chicago, les bâtiments sont en grande partie des constructions en bois, la ville manque de trottoirs, de ponts et d'espaces verts décents, elle n'a pas de routes pavées et n'a pas d'infrastructures d'approvisionnement en eau potable. En tant qu'homme politique, il plaide pour que la ville lève des impôts afin de construire de nouvelles voies de communication, des trottoirs en planches et des ponts (pour lesquels il présente ses propres plans). Il utilise également sa propre fortune pour financer les améliorations des infrastructures urbaines, fournir des systèmes d'alimentation en eau potable et d'assainissement et pour la création de parcs municipaux dans la ville.
Ogden conçoit le premier pont tournant sur la rivière Chicago et fait don du terrain pour la construction du Rush Medical Center. Ogden est également l'un des fondateurs du Chicago Board of Trade (CBOT), la bourse de commerce de Chicago.
Le 5 mars 1838, Buckner Stith Morris succède à William Butler Ogden en tant que maire de Chicago.

## Carrière dans les chemins de fer

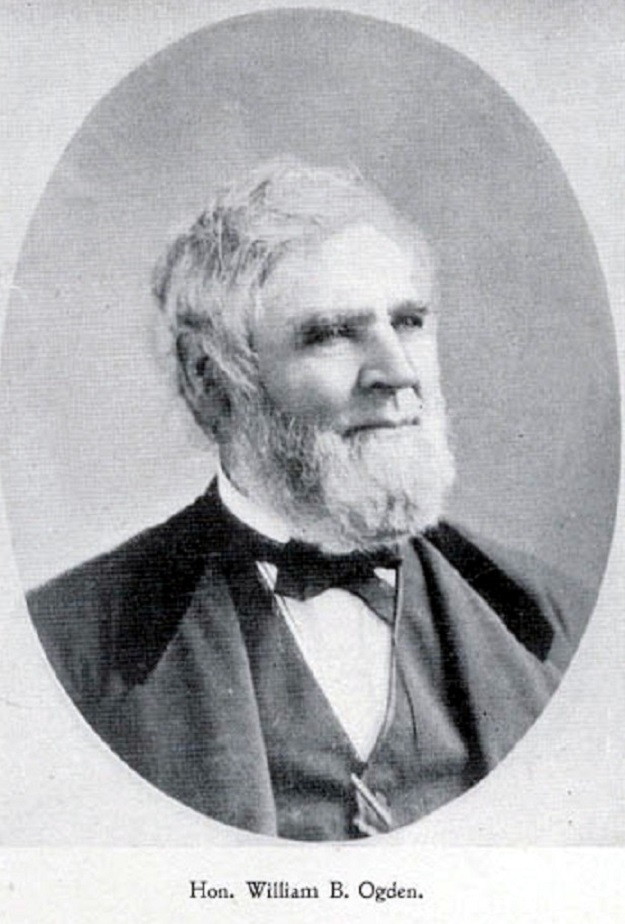
W. B. Ogden vers 1865.

Dès son ouverture en 1836, la ligne de chemin de fer du Galena & Chicago Union Railroad est rentable et s'étend jusqu'au Wisconsin, acheminant les céréales des Grandes Plaines jusqu'à la ville de Chicago. En tant que président de l'Union Pacific Railroad Company, Ogden étendit la portée des lignes ferroviaires de Chicago à la côte ouest.
En 1853, la Chicago Land Company, dont Ogden est l'un des administrateurs, achète un terrain situé dans un coude de la rivière Chicago et commence à creuser un canal, officiellement connu sous le nom de « North Branch Canal », mais également appelé « Ogden Canal ». L'île artificielle qui en résulte est aujourd'hui connue sous le nom de Goose Island et constitue un quartier industriel de Chicago.
En 1857, Ogden crée la Chicago Dock and Canal Company.
Plus tard, Ogden siège au conseil d'administration du Mississippi & Missouri Railroad et a fait pression, avec beaucoup d'autres, pour que le Congrès approuve et finance le premier chemin de fer transcontinental. En 1862, à la suite de l'adoption de la loi sur le chemin de fer du Pacifique (Pacific Railroad Acts), Ogden a été nommé premier président de l'Union Pacific Railroad. Ogden était un bon choix pour le poste de premier président, mais son expérience dans le domaine ferroviaire n'était probablement pas la raison principale pour laquelle il a été choisi ; Ogden était un homme intelligent qui avait de nombreuses relations politiques. Lorsqu'Ogden est arrivé à la tête de l'Union Pacific, le chemin de fer n'était pas entièrement financé et n'avait pas encore posé un seul kilomètre de voie ferrée.
Après la guerre de Sécession, Ogden participe au développement du deuxième chemin de fer transcontinental du pays, la Northern Pacific Railway.

## Fin de vie

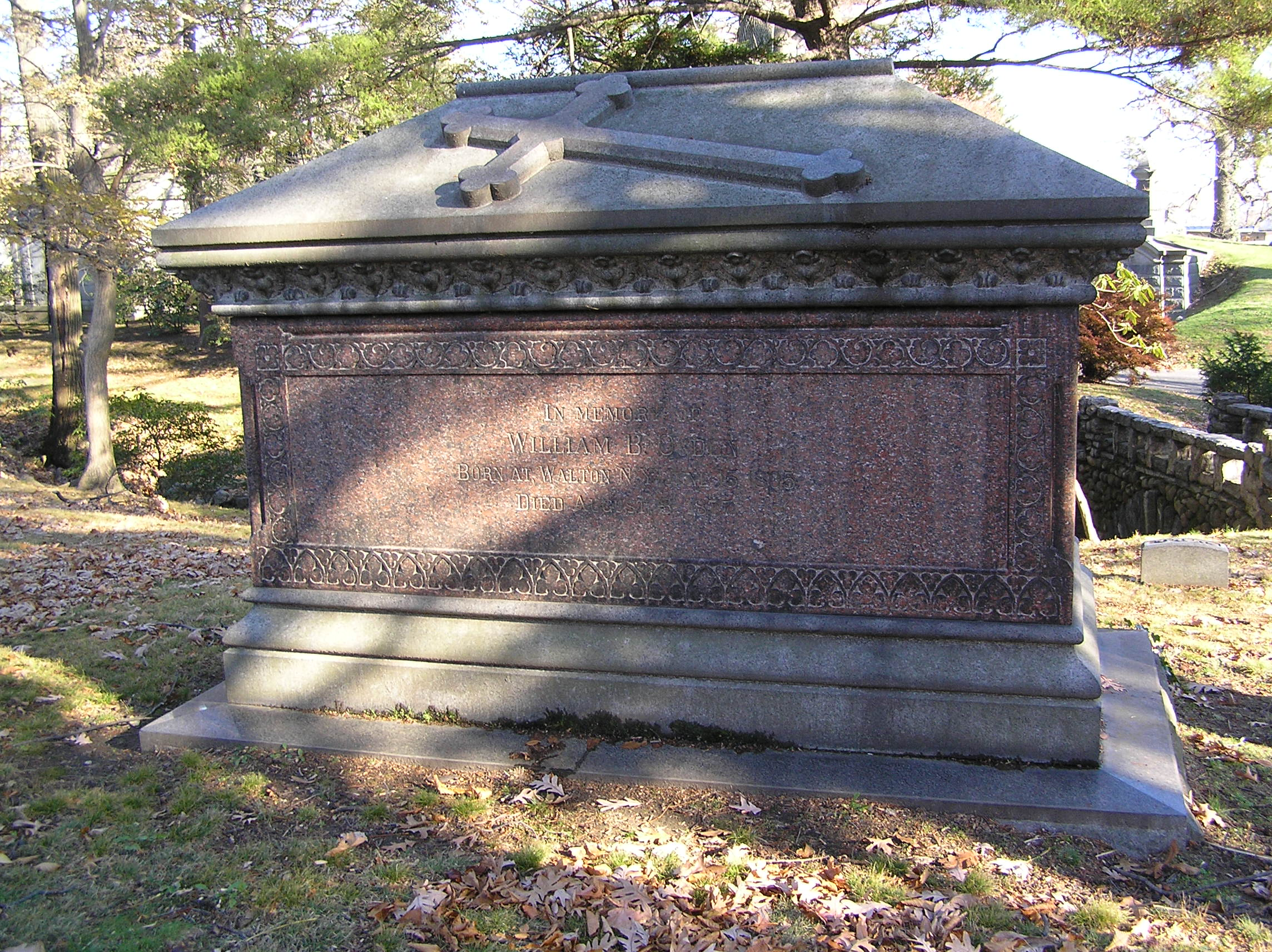
Sépulture d'Ogden au cimetière de Woodlawn (Le Bronx, New York).

À la suite du Grand incendie de Chicago qui ravage la ville en octobre 1871, Ogden perd de nombreux biens. Après avoir vécu à Chicago durant 35 ans, il quitte la ville avec sa femme pour s'installer à New York.
Le 3 août 1877, Ogden meurt dans sa maison de l'arrondissement de Manhattan à New York. Il avait 72 ans. Il est inhumé au cimetière de Woodlawn (section 32), dans l'arrondissement du Bronx à New York.
Ogden, qui n'a pas d'enfant, laissa derrière lui un patrimoine évalué à 10 millions de dollars en 1877 (soit l'équivalent de 287 462 857 dollars en 2023), dont une partie servit à financer une école supérieure de sciences à l'ancienne université de Chicago, et une autre partie fut léguée à sa nièce Eleanor Wheeler qui épousa Alexander C. McClurg, un libraire et conseiller militaire américain,.

## Hommages
William B. Ogden donne son nom à un tronçon de l'U.S. Route 34, appelé Ogden Avenue (à Chicago et dans ses banlieues ouest), à l'école publique de l'Ogden International School of Chicago (située sur Walton Street à Chicago), et à Ogden Slip, un port artificiel près de l'embouchure de la rivière Chicago. Ogden Avenue, dans l'arrondissement new-yorkais du Bronx, porte également son nom, tout comme la petite ville d'Ogden, dans l'Iowa. L'Arnot-Ogden Memorial Hospital, fondé par sa femme Marianna, porte également son nom.